# 什鲁斯伯里布商公司
什鲁斯伯里布商公司是一家成立于 1462 年的贸易组织，它位于英格兰什罗普郡的什鲁斯伯里镇。该组织成员都是羊毛或毛呢制品批发商。多年以来，该公司在 威尔士布料贸易中占据主导地位，16 世纪到 18 世纪末期几乎处于垄断地位。在英国的道路状况得到改善之后， 利物浦和其他地区的代理商可以去威尔士，直接从制造商那里购买布料, 导致布商公司变得不再重要， 第一次工业革命淘汰了贸易行会。 如今， 它作为经营 救济院 的慈善机构继续在什鲁斯伯里经营。

## 12-15世纪：创立之初
1334 年，什鲁斯伯里是除伦敦以外，英格兰第七富裕的城市。在英格兰与威尔士的和平时期，什鲁斯伯里因其优越的地理位置，经常与威尔士北部和中部进行贸易往来。
在原毛贸易被粗纺毛料贸易取代后，布商公司 承担了中间人的角色。
在 12 世纪末和 13 世纪，什鲁斯伯里所有的贸易都由商会管控。14世纪末， 布商公司成为了一个具有商业、宗教和政治职能的独立行会。
1444 年，纺织品公司在 圣玛利教堂旁边建起可容纳13人的救济院。
到15世纪，纺织商公司仍然是什鲁斯伯里最富裕和最强大的贸易组织。 
1462 年，爱德华四世颁发的 皇家宪章，将什鲁斯伯纺织品公司命名为“什罗普郡神秘纺织品圣三一行会”。  1470 年，什鲁斯伯的纺织工收到什普罗郡出台的新规“禁止布料商公司进购威尔士布料”，但该禁令并没有持续多久。 由于该宪章是宗教宪章的一部分，行会安排了一名歌祷堂牧师在圣玛丽教堂做弥撒。1501年，公司在圣玛丽教堂的歌祷堂建起圣坛，如今仍可见圣坛遗迹。 

## 16世纪：崛起垄断布料贸易
16 世纪早期，用于出口的威尔士布，主要生产于南威尔士，从当地港口运出。
整个16世纪布料的产地发生了变化，从初期的南威尔士变为威尔士中部和北部。
英格兰与威尔士于1536年签署 《联合法案》 之后什鲁斯伯布料商为威尔士出口粗织物，即棉布、起绒粗呢和法兰绒提供重要出口市场。那些布料零售商和制作成衣的剪羊毛工，曾经在威尔士贸易中都占有一席之地。但16世纪初，布商公司将其他零售商挤出市场，让羊毛工完全成为分包人，从而形成有效的市场垄断。
宗教改革期间，什鲁斯伯里布商公司的宗教职能受到限制。 公司在什鲁斯伯里获得了很多权利，镇上所有的领导人都是该公司成员。从16世纪中期到17世纪末期，什鲁斯伯里镇的管理层当中，大多数都是布商公司的成员。 布商公司为许多穷人提供住所、雇佣他们为员工，并为600多名剪羊毛工提供就业机会。1565年，该公司被用来证明议会的一项法案，即给予布料商公司在什鲁斯伯里镇布料贸易中的垄断地位。 虽然正式的垄断法案在6年后被撤销了，但布料商公司常常排斥其他竞争者。  1576 年，布料商公司在圣玛丽广场的旧厅上建起了一个新的纺织大厅。  1585 年，布料商公司获得了与伦敦布商公司相同的徽章
一开始“主要原料来源”，也就是威尔士布毛料交易中心，位于奥斯沃斯特里镇距离什鲁斯伯里西北部约16英里（26千米）。 1585 年，由于奥斯沃斯特里镇了爆发瘟疫，市场暂时搬到了Knockin区。 威尔士浦的蒙哥马利郡也有一家毛料交易中心，据称在伊丽莎白一世（1558年-1603年）时期，韦伯羊毛的产量为700,000码。什鲁斯伯里布料商为了抵达这些市场，不得不踏上危险的旅程，穿过动荡不安的村庄。 大家带着武器以防强盗。 

## 17世纪：繁荣与挑战
1609年， 詹姆士一世宪章 (1603年-1625年在位)中确认了什鲁斯伯里布商公司的章程、权利和土地所有权。
17世纪，布商公司花费400英镑开始做生意，这在当时是一笔大开销。
1608年至1657年期间，203名公司员工中有43%是绅士的儿子。
通常年轻人会和父亲一起创业。1608年，什鲁斯伯里布商的数量为84，在1625年上升至113。
许多布商业也从事其他工作，比如酿酒和法律。
在17世纪， 来自英国北部和中部的人经常来什鲁斯伯里。纺织品行业为驮马业务创造了繁荣的市场。
1618年，什鲁斯伯里的首个砖房是由威廉·罗利建造的，他是一名酿酒师也是一名布商 。1638年，什鲁斯伯里的首位镇长, 托马斯·琼斯就是一位重要的布商。
1621年，爱德华·科克爵士提交了威尔士布料法案，旨在消除什鲁斯伯里布商公司对运送到伦敦布料的实际垄断。法案初稿规定，所有商人都可以在威尔士的任何地方购买布料并出口，但必须向王室纳税。之后出口条款可添加“只有在布料在家里完全制作完成后”。 1621 年，两名什鲁斯伯里议员试图在法案第三次宣读之后阻止该法案，理由是该法案将推翻规定威尔士布料标准尺寸的法规，允许预先囤积布料/或大量批发布料，推翻什鲁斯伯里的宪章，并允许威尔士布料商在英国各地出售布料。 科克驳斥了这些观点，他称什鲁斯伯里受到法案的影响的方面只有它的垄断地位。他说垄断是“令人厌恶的”，不能以“国家理由”为借口。 该法案由下议院通过提交给上议院。 
1621年， 什鲁斯伯里布商公司“同意不再在奥斯沃斯特里镇买布料。”1633年，约翰·戴维斯称威尔士棉花市场让奥斯沃斯特里镇繁荣起来，而且充满欢声笑语，每周能够火力1000英镑，有时候还能赚的更多。但是自从制作布料的主要原材料被转移到了什鲁斯伯里， 奥斯沃斯特里镇不复之前的繁荣, 现在已经大体取代了上述市场..."
在棉花市场转移到什鲁斯伯里之后，一名来自梅里奥尼斯郡的衣料商，周五不得不多走20英里（32千米）, 周六很晚才能回家。1648年，为了回应多尔盖莱一名牧师的请求， 作为妥协什鲁斯伯里布商公司同意了可以在周四购买布料。
由于缺乏资金，威尔士布料制造商生产的窗帘质量较差，因此需求相对较低。
布料商购买的布料都是半成品，在经过加工完成之后或接近完成后出售。
质量较好的威尔士羊毛被织成布料，有平纹也有格纹，在什鲁斯伯里或附近的城镇，例如雷克斯汉姆、 登比、 奥斯沃斯特里和奇克随处可见。 什鲁斯伯里的布商把这种布带来，进行轧花和剪毛。
其他布料被做成高起绒粗呢, 粗呢的一面的上层纤维形成粗糙的卷曲绒毛，适合在天气寒冷时当外套穿。
一些布料作为“什鲁斯伯里”或“威尔士”棉花出售，主要被运往伦敦，其中一些出口到法国或者是地中海。
制作完成的布料，每周都会用马匹运送到伦敦的布莱克韦尔大厅。
什鲁斯伯里有大量的工匠来制作布料，因此周一购买的面料可以进行加工，并在周三运往伦敦。 
英国内战 (1642年–1651年) 之后，1654年制定了 “禁止布商公司囤积或垄断威尔士的法兰绒和布料” 的规定
许多布商在内战期间支持议会，结果在1660年 查理二世 (在位：1660年–1685年)恢复君主制之后，什鲁斯伯里布商公司并未得到皇家的支持。至此， 布料贸易 逐渐走向衰退。
1665年，布商的数量跌至61。

## 贸易衰退期: 18-19世纪

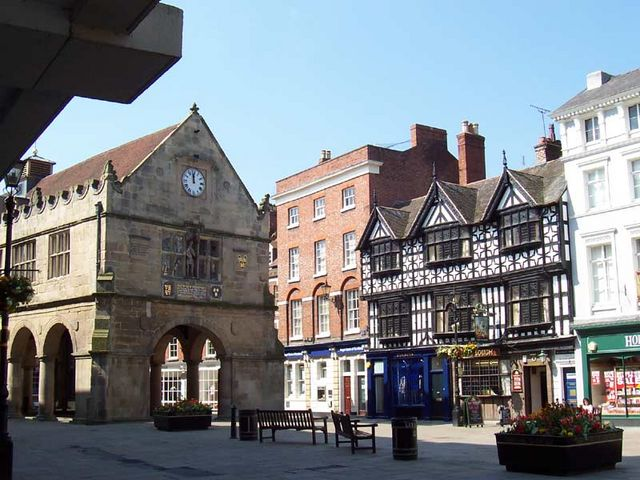
什鲁斯伯里的旧市场大厅（左）布商们把市场设置在二楼。

什鲁斯伯里布商公司的垄断一直持续到18世纪中期。 
18世纪，西印度群岛和美国的殖民地的奴隶主发现如果给奴隶们衣服穿，他们的工作效率会更高。弗吉尼亚州的奴隶主威廉·李称“上好的韦尔奇的棉花似乎是最好的”，其他的棉花“很轻且分量不够”。 因此，什鲁斯伯里成为了大西洋贸易的主要市场。
18世纪，公路系统 改善了道路状况，威尔士商人开始控制布料生产, 导致什鲁斯伯里布商公司的重要性下降。 利物浦 和 布里斯托的代理商控制了什鲁斯伯里的布料贸易。
织工们不再把他们制作的布料摆放到集镇上，代理商们直接从他们这里购买布料。代理商向不富裕的织工提供贷款，这样他们就有钱买羊毛了。
到1770年，什鲁斯伯里布商公司很快就失去了他们对贸易的控制。
一名作家在18世纪90年代写道： 
从很早开始，什鲁斯伯里几乎是专门与威尔士做贸易，购买一种名为威尔士布的呢绒，这些呢绒来自梅里奥尼斯郡和蒙哥马利郡，被运到一个每周四都会开放的市场。之后，一群被称作谢尔曼的人把这些布料穿在身上，有羊毛的一边被提起来。在伊丽莎白一世时代，这种贸易规模庞大，有600多人靠这种职业维持生计。这些布料主要被运送到美洲给黑人穿，或者送到比利时的法兰德斯给那里的农民穿。目前，这种贸易的最大部分被转移到了其他渠道，被运到古代市场的不超过40或50万码。每隔一个星期一，什鲁斯伯里的布商会在威尔士浦购买粗布和细布，他们现在主要享用的是这一商业分支。
大约从1790年开始， 其他什鲁斯伯里的布商开始直接到布料制造商那里购买产品, 得益于道路状况的改善。到本世纪末，什鲁斯伯里的布料市场几乎停止交易了， 1803年3月，什鲁斯伯里布商公司放弃了用来进行交易的大客厅。
1804年，埃文斯先生在他的威尔士北部考察报告中说道：
以前，这些织物被运到利物浦或什鲁斯伯里去销售；但现在利物浦的商人派人向制造商采购当场付款，而且还帮助不太富裕的制造商用钱来做生意......。自此以后，什鲁斯伯里的布商不得不到乡下，在农场和茅屋里少量地购买布料。在经过清洗、漂白和打磨之后，布料被包装成大包，送到什鲁斯伯里、利物浦和伦敦；然后再出口到德国、俄罗斯和美国。
一本1824年的地名辞典指出， 由于引进了纺纱厂，英国国内小农户的布料产量大大减少。每周四的布料市场已不再运作，布料商们通过他们在英国的代理商购买布匹。
随着19世纪 工业革命 的发展，贸易行会变不再重要，在1835年的《市政公司法》中取消了行会的监管权力。

## 后期发展: 19世纪至今
1835年后， 什鲁斯伯里布商公司保留了伊丽莎白一世 时代的布商大厅，以及对其17世纪的家具和救济院的所有权。
这些都被分配给了一个慈善信托基金。到19世纪末，该公司仅仅只是 Longden Coleham救济院的托管方。在20世纪60年代末，公司同意承担重建圣吉尔斯医院救济院的责任。到了20世纪90年代，布商大厅的维护费用已经成为慈善资源的一种消耗，该大厅有一部分被出租用作住宅。大厅被卖给了伦敦布料商公司，他们对大厅进行了修复，并将其改造成一家精品酒店。
2013年，据报道称，什鲁斯伯里布商公司正计划在什鲁斯伯里的前门修道院教堂为老年人建造21套养老公寓。